# Schloss Gołuchów

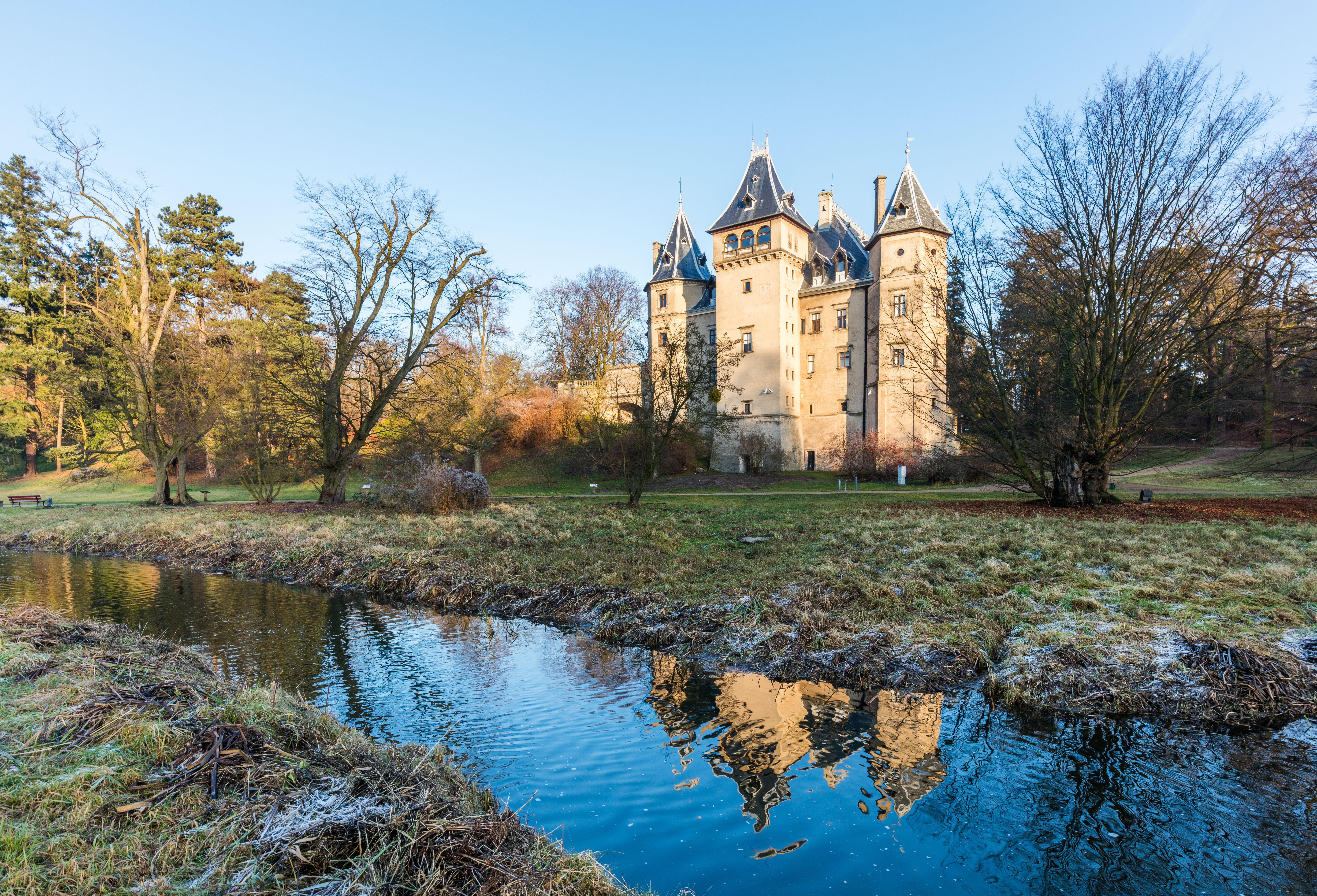
Schloss Gołuchów

Das Schloss Gołuchów in Gołuchów im Powiat Pleszewski in der Woiwodschaft Großpolen ist seit 1951 Zweigstelle des Posener Nationalmuseums.

## Geschichte

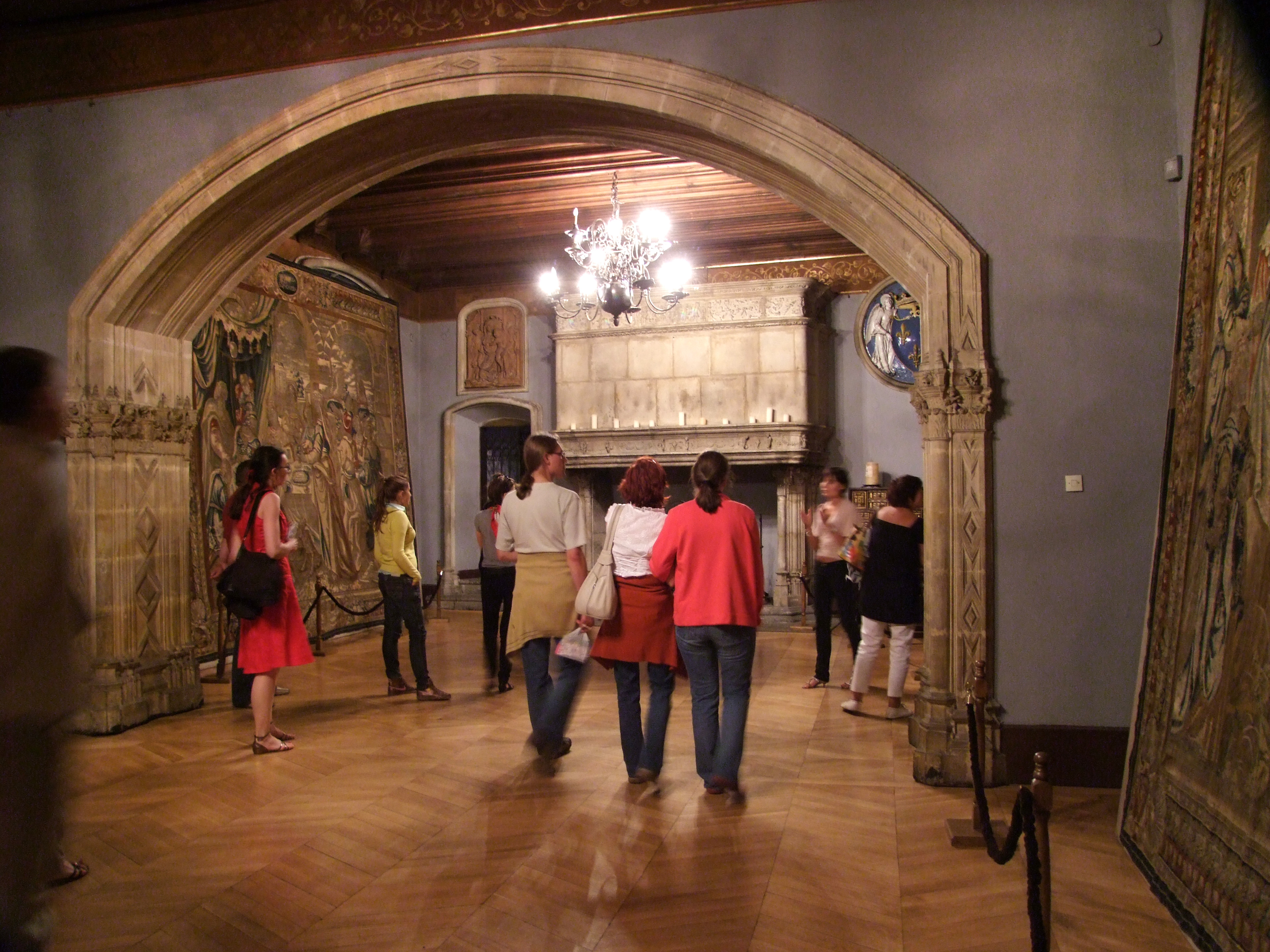
Besucher
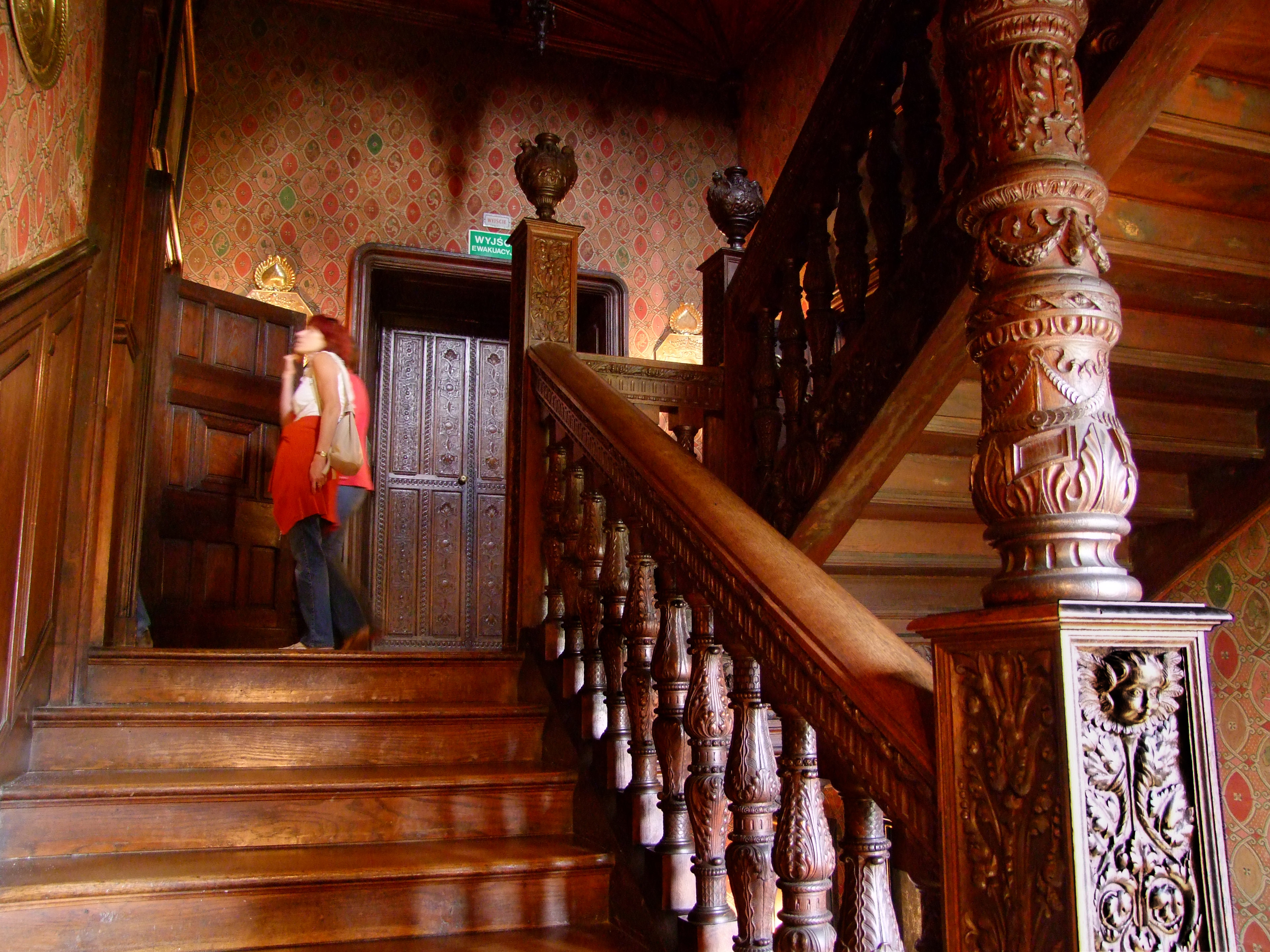
Treppenhaus
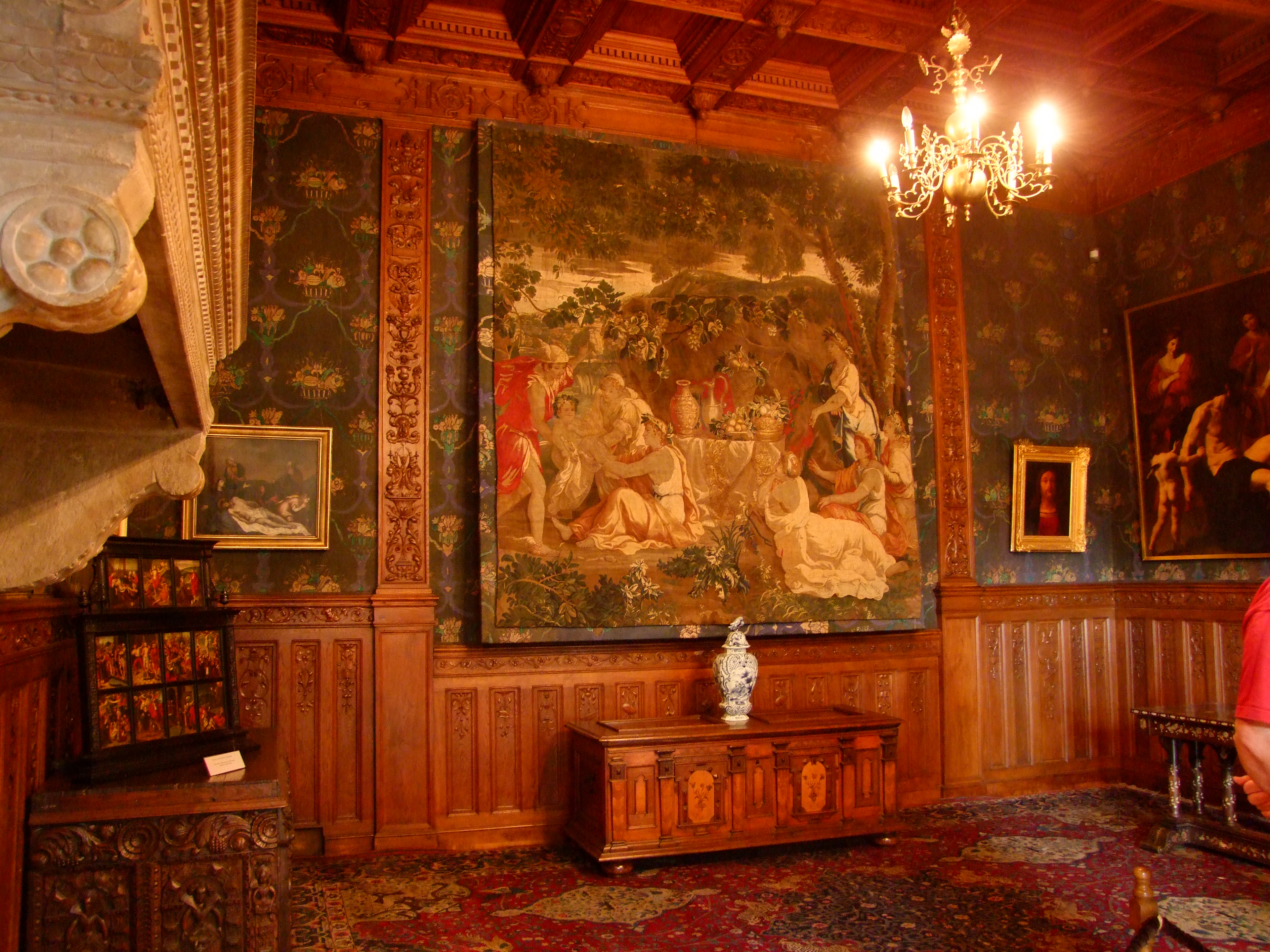
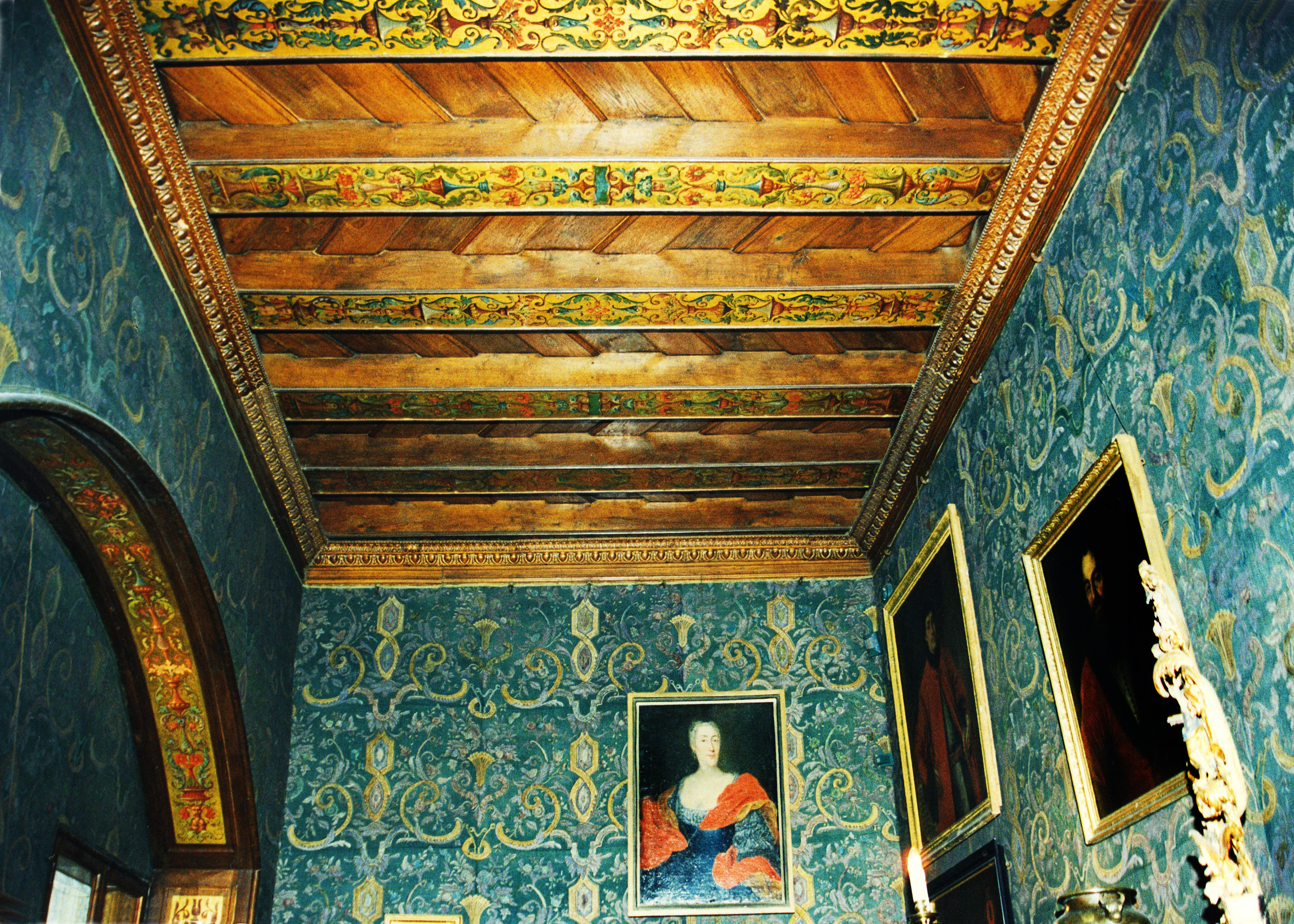
Decke

Das befestigte Frührenaissancegebäude wurde 1550 bis 1560 im Auftrag des Calvinisten Rafał Leszczyński (um 1526–1592), des Starost von Radziejów und Woiwoden von Brześć Kujawski errichtet.
Im Auftrag von Wacław Leszczyński († 1628), des Großkronkanzlers, Woiwoden von Kalisz, zum Katholizismus konvertiert, wurde das Schloss 1600 bis 1619 vergrößert und zur prunkvollen Residenz umgebaut.
Die Leszczynskis verkauften das Schloss 1695 der Familie Suszko. Die nächsten Besitzer: Górowskis, Chlebowskis, Swinarskis, Suchorzewskis vernachlässigten das Schloss. Im Jahre 1856 (oder 1853) kaufte Adam Titus Graf Działyński (1797–1861) anlässlich der Vermählung seines Sohnes Jan Kanty Graf von Działyński mit der Kunstliebhaberin Izabella Działyńska die Ruine als künftigen Familiensitz. Wegen der Unterstützung des Januaraufstandes wurde Jan Kanty Działyński zur Emigration gezwungen. Seine Ehefrau hat die Residenz 1875 bis 1885 gründlich wiederaufbauen lassen. Die Bauskizzen lieferten teilweise Eugène Viollet-le-Duc und der polnische Architekt Zygmunt Gorgolewski, Schöpfer des Lemberger Operntheaters. Den endgültigen Entwurf lieferte Viollet-le-Ducs Schüler Maurice Auguste Obradou. Beim Umbau waren auch französische Künstler am Werk: der Bildhauer Charles Biberon und Maler Louis Breugnot. Die Architektur zeigt Einflüsse der Schlösser der Loire, wie steile Schieferdächer und schlanke Kamine.
Beim Umbau wurde der älteste Teil des Schlosses entfernt, um den Arkadenhof nach außen zu öffnen. Es wurden neue marmorne Kamine aus Italien, Frankreich und Spanien eingebaut. Die Fenster erhielten dekorative Umrahmungen.
Das Schloss befindet sich inmitten eines 162 ha großen Parks, entworfen von Adam Kubaszewski. Im Park wurde auch das Mausoleum der 1899 in Frankreich verstorbenen Stifterin des Schlosses, Gräfin Izabella Działyńska errichtet.
Gräfin Działyńska gründete 1893 das Majorat der Fürsten Czartoryski mit dem Sitz in Gołuchów, mit der Bedingung, dass die Sammlungen unteilbar und allgemein zugänglich bleiben. Die Stiftung bestand ununterbrochen bis September 1939. Bis 1939 zählte Schloss Gołuchów zu den größten privaten Museen Europas. Während des Zweiten Weltkrieges wurden viele Kunstgegenstände von der Besatzungsmacht beschlagnahmt und verschleppt. Einige Gegenstände kamen erst nach 1956 auf Umwegen über die Sowjetunion zurück.
Seit 1951 ist das Schloss eine Zweigstelle des Nationalmuseums in Posen. Zu den Sammlungen gehören u. a. antike Vasen, von Jan Działyński aus den Ausgrabungen in Noli, Capua und Neapel erworben. Ein Teil der Sammlungen besteht aus den Leihgaben des Posener Museums. Im Hofgebäude ist das Forstwirtschaftsmuseum untergebracht.
Das Schloss wurde am 29. Mai 1952 unter As 43 und am 9. September 1954 unter kl.IV-73/166/54 in das Verzeichnis der Baudenkmäler der Woiwodschaft Großpolen eingetragen.
Das Działyński-Mausoleum wurde am 14. Dezember 1992 unter 657/A in das Verzeichnis der Baudenkmäler der Woiwodschaft Großpolen eingetragen.

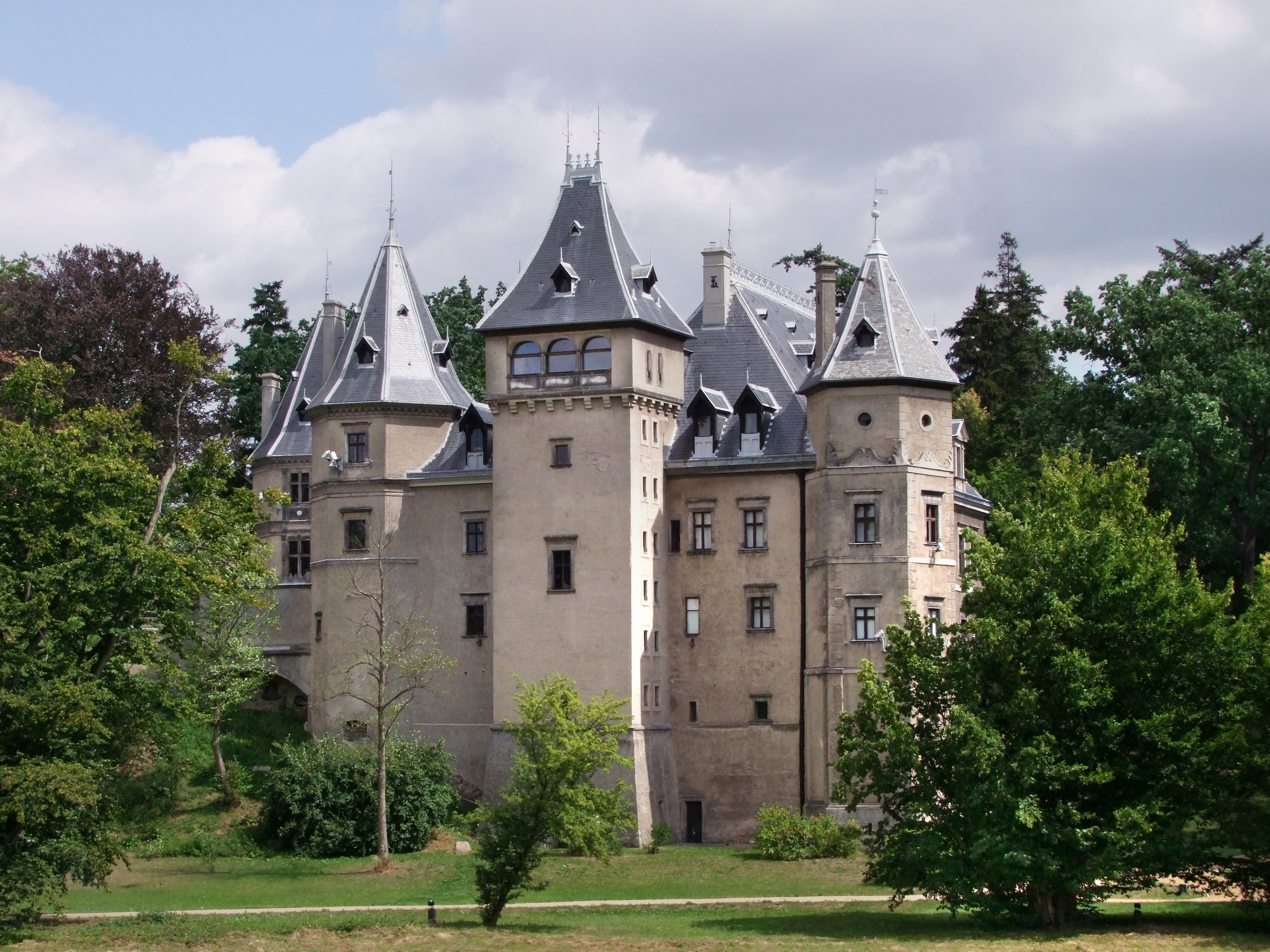
Nordostansicht
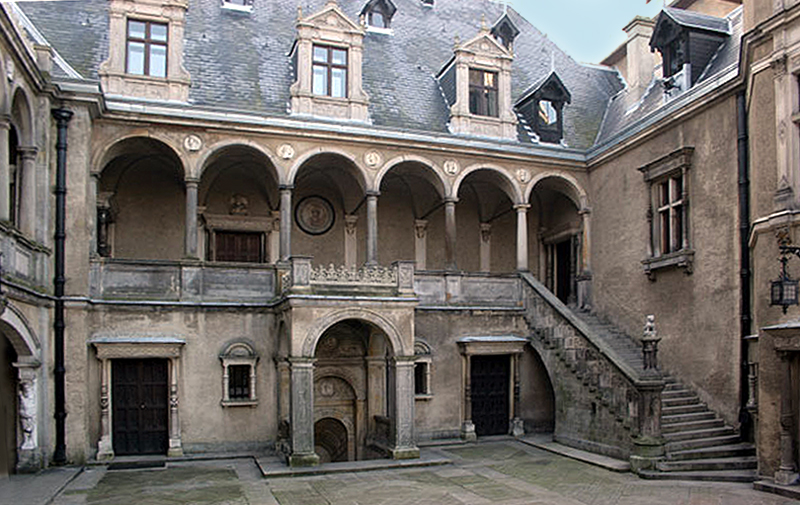
Arkadenhof
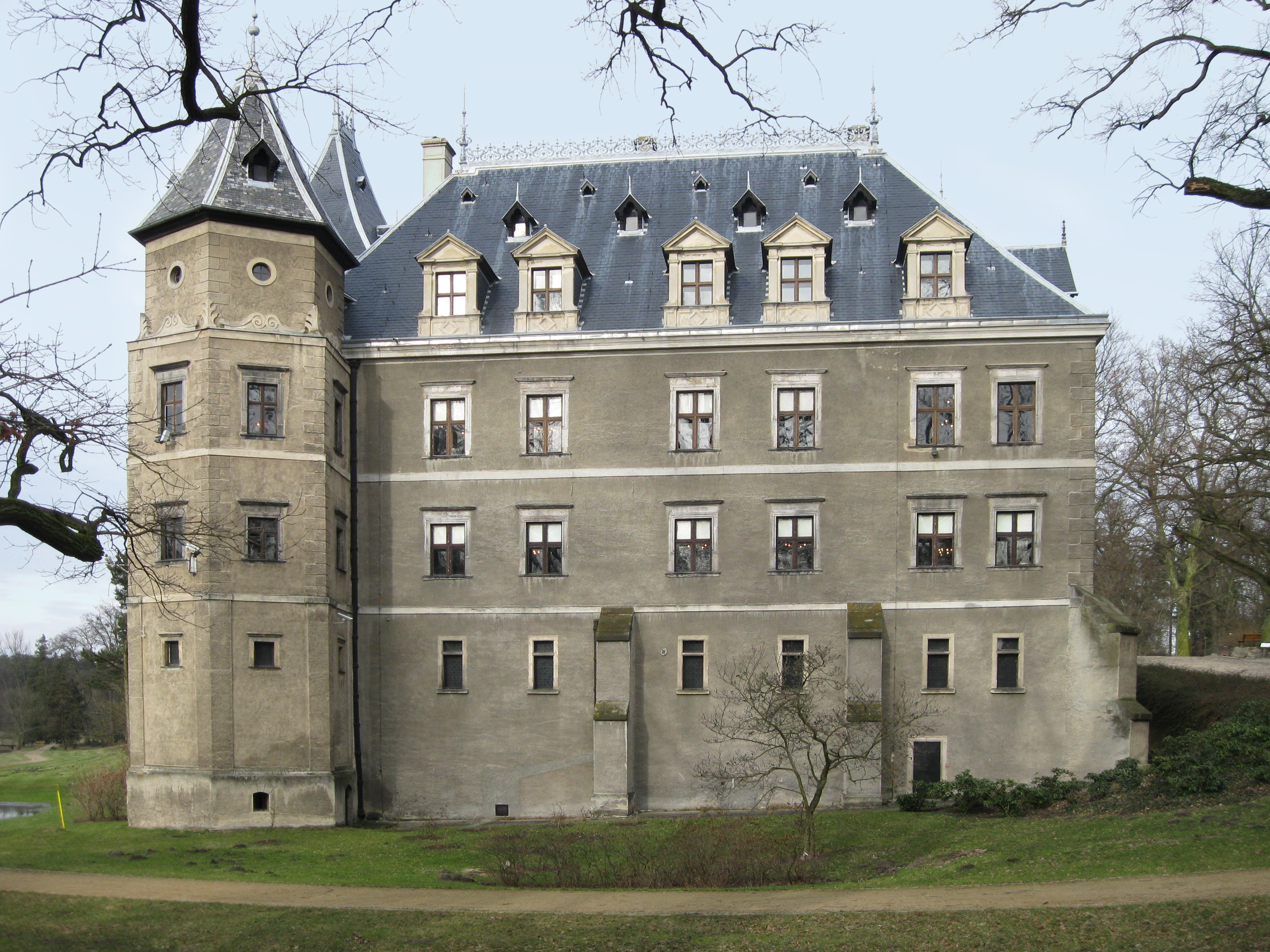
Südansicht
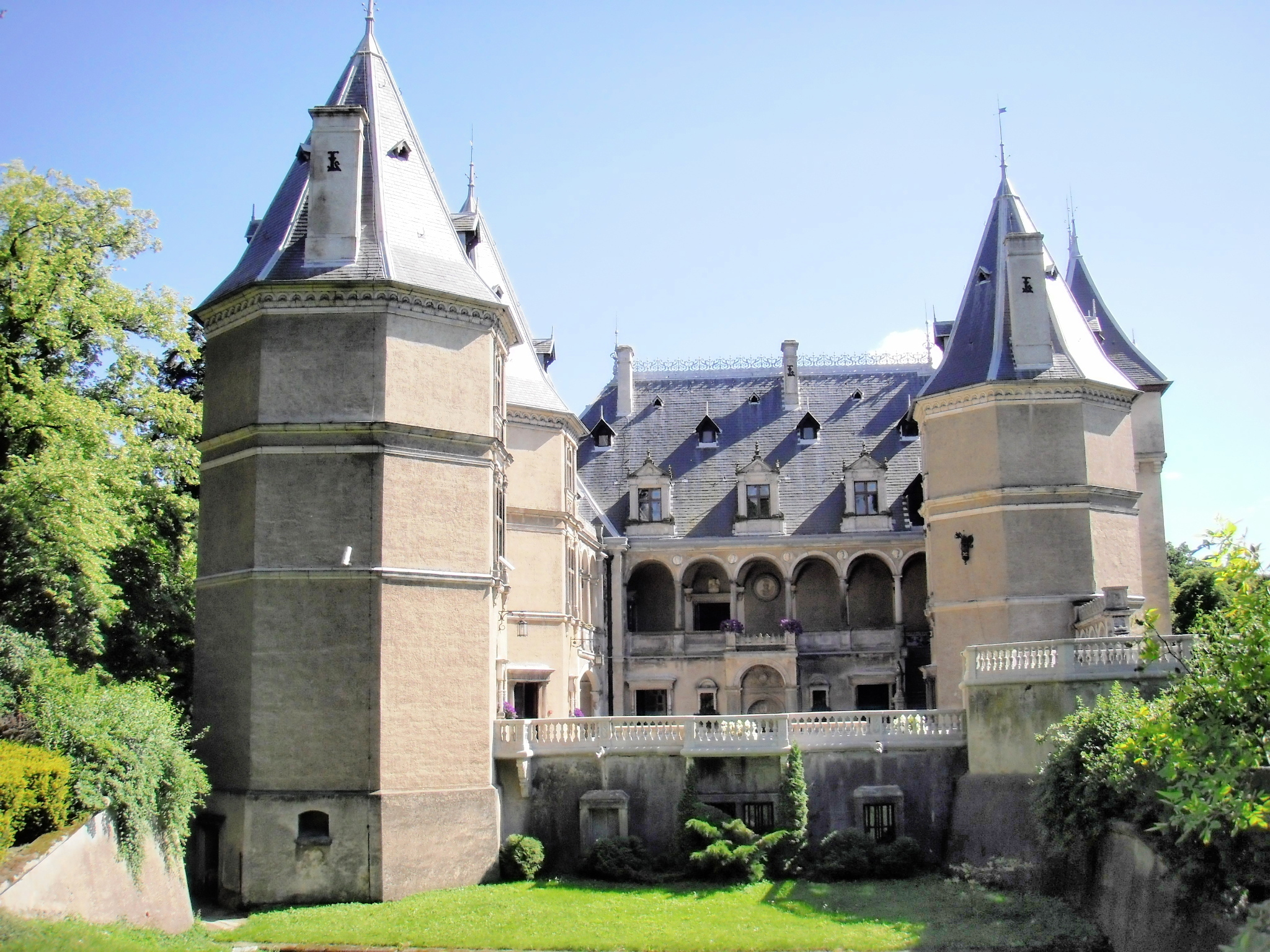
Nordansicht

- Besucher
- Treppenhaus
- Decke